# Brigitte Totschnig
Brigitte Totschnig (verheiratet Brigitte Habersatter, * 30. August 1954 in Radstadt, Salzburg) ist eine ehemalige Skirennläuferin aus Filzmoos, Österreich. Sie gewann die Silbermedaille in der Abfahrt bei den Olympischen Winterspielen 1976, acht Weltcuprennen und zweimal den Abfahrtsweltcup. Sie war mit dem ehemaligen Skispringer Walter Habersatter junior verheiratet. Ihre Schwestern Sigrid und Andrea waren ebenfalls Skirennläuferinnen.

## Karriere
Brigitte Totschnig kam im Alter von sechs Jahren zum Skiclub Filzmoos. Als Jugendliche zählte sie zu den besten Läuferinnen ihrer Altersklasse, wurde aber durch Verletzungen mehrmals zurückgeworfen. 1968 wurde sie österreichische Schülermeisterin im Slalom, im Riesenslalom und in der Kombination. Bereits 1969 bestritt sie als 15-Jährige ihr erstes Weltcuprennen. In den nächsten Jahren entwickelte sie sich vor allem in der Abfahrt zu einer Weltklasseläuferin. Die ersten Weltcuppunkte gewann sie am 11. Dezember 1971 mit Rang neun in der Abfahrt von Val-d’Isère und sechs Tage später fuhr sie in Sestriere auf Platz acht. Im Jänner 1972 erreichte sie in der Abfahrt von Grindelwald den fünften Rang, womit sie sich ein Ticket für die Olympischen Winterspiele 1972 in Sapporo sicherte. Dort belegte sie Platz 15 in der Abfahrt.
In der Saison 1972/73 gelangen Totschnig mit zwei dritten Plätzen in den Abfahrten von Saalbach-Hinterglemm und Grindelwald die ersten Podestplätze im Weltcup. Mit weiteren vier Top-10-Resultaten wurde sie Sechste im Abfahrtsweltcup. Im nächsten Winter blieben Spitzenplatzierungen jedoch aus. Ihr bestes Weltcupresultat war der siebente Platz in der Abfahrt von Zell am See, weshalb sie bei den Weltmeisterschaften 1974 nicht zum Einsatz kam. Sie startete vermehrt im Europacup, wo sie mit einem Sieg und zwei Podestplätzen Zweite in der Abfahrtswertung und Fünfte im Gesamtklassement wurde. Auch in der Saison 1974/75 gelangen ihr keine Spitzenplätze im Weltcup. Ihre einzigen Weltcuppunkte gewann sie in Schruns, wo sie Sechste in der Abfahrt und Neunte in der Kombination wurde.
In der Saison 1975/76 verbesserten sich ihre Leistungen wieder deutlich. Am 10. Dezember 1975 feierte sie ihren ersten Weltcupsieg in der Abfahrt von Aprica und nach zwei zweiten Plätzen in der Abfahrt und der Kombination von Cortina d’Ampezzo gelang ihr am 7. Jänner der zweite Sieg in der Abfahrt in Hasliberg. Damit war sie bei den Olympischen Winterspielen 1976 in Innsbruck, die zugleich als Weltmeisterschaften galten, eine der großen Favoritinnen. Auf der Axamer Lizum wurde Totschnig aber von der Deutschen Rosi Mittermaier, die in dieser Saison noch keinen Weltcup-Podestplatz in der Abfahrt erreicht hatte, auf Platz zwei verwiesen. Zudem belegte sie Rang 16 im Riesenslalom. Mit einem Sieg in der letzten Weltcupabfahrt der Saison in Aspen sicherte sich Totschnig den erstmaligen Sieg im Abfahrtsweltcup und Platz sechs im Gesamtweltcup. Nach diesen Erfolgen wurde sie 1976 zu Österreichs Sportlerin des Jahres gewählt.
Zu Beginn der Saison 1976/77 gelang Totschnig in Courmayeur überraschend ein Sieg im Riesenslalom. Im weiteren Saisonverlauf konnte sie an die Abfahrtserfolge des Vorjahres nahtlos anschließen. Sie gewann im Dezember beide Abfahrten in Zell am See, siegte im Jänner in Crans-Montana und im März in Heavenly Valley. Damit konnte sie ihren Sieg im Abfahrtsweltcup erfolgreich verteidigen und sich im Gesamtweltcup auf Rang vier verbessern. Im Riesenslalomweltcup belegte sie mit ihrem Sieg und drei weiteren Top-10-Platzierungen punktegleich mit der US-Amerikanerin Abigail Fisher den fünften Platz. In der Saison 1977/78 erreichte Totschnig nicht mehr die Ergebnisse der Vorjahre. Zwar konnte sie sich regelmäßig unter den schnellsten zehn klassieren, Podestplätze blieben jedoch aus. Ihr bestes Resultat war der vierte Platz in der zweiten Abfahrt von Pfronten am 7. Jänner. Im Abfahrtsweltcup fiel sie dadurch auf Platz acht zurück. Bei den Weltmeisterschaften 1978 in Garmisch-Partenkirchen wurde sie Siebte in der Abfahrt und 19. im Riesenslalom. Größere Erfolge gelangen ihr nur auf nationaler Ebene, als sie im Februar 1978 Österreichische Meisterin in der Abfahrt und in der Kombination wurde.
In der Saison 1978/79 kam Totschnig nur noch einmal, mit Platz sechs in der Abfahrt von Schruns am 26. Jänner, unter die besten zehn. Im Sommer 1979 gab sie ihren Rücktritt bekannt. Ende des Jahres wurde Totschnig zum ersten Mal Mutter und drei Jahre später folgte ein weiteres Kind. Bereits 1978 begann sie in Filzmoos mit dem Aufbau des Aparthotel Olympia, welches sie bis 2017 leitete.

## Sportliche Erfolge

### Olympische Winterspiele
- Sapporo 1972: 15. Abfahrt
- Innsbruck 1976: 2. Abfahrt, 16. Riesenslalom

### Weltmeisterschaften
- Sapporo 1972 : 15. Abfahrt
- Innsbruck 1976 : 2. Abfahrt, 16. Riesenslalom
- Garmisch-Partenkirchen 1978: 7. Abfahrt, 19. Riesenslalom

### Weltcupwertungen
Brigitte Totschnig gewann zweimal die Disziplinenwertung in der Abfahrt.
| Saison  | Gesamt | Gesamt | Abfahrt | Abfahrt | Riesenslalom | Riesenslalom | Kombination | Kombination |
| Saison  | Platz  | Punkte | Platz   | Punkte  | Platz        | Punkte       | Platz       | Punkte      |
| ------- | ------ | ------ | ------- | ------- | ------------ | ------------ | ----------- | ----------- |
| 1971/72 | 27.    | 13     | 9.      | 13      | –            | –            | –           | –           |
| 1972/73 | 18.    | 46     | 6.      | 45      | –            | –            | –           | –           |
| 1973/74 | 24.    | 9      | 12.     | 9       | –            | –            | –           | –           |
| 1974/75 | 32.    | 8      | 16.     | 6       | –            | –            | –           | –           |
| 1975/76 | 6.     | 155    | 1.      | 106     | 9.           | 23           | 4.          | 26          |
| 1976/77 | 4.     | 186    | 1.      | 115     | 5.           | 39           | –           | –           |
| 1977/78 | 21.    | 19     | 8.      | 24      | –            | –            | –           | –           |
| 1978/79 | 36.    | 41     | 10.     | 41      | –            | –            | –           | –           |

### Weltcupsiege
Totschnig errang insgesamt 13 Podestplätze, davon 8 Siege:
| Datum             | Ort             | Land       | Disziplin    |
| ----------------- | --------------- | ---------- | ------------ |
| 10. Dezember 1975 | Aprica          | Italien    | Abfahrt      |
| 7. Jänner 1976    | Hasliberg       | Schweiz    | Abfahrt      |
| 12. März 1976     | Aspen           | USA        | Abfahrt      |
| 11. Dezember 1976 | Courmayeur      | Italien    | Riesenslalom |
| 20. Dezember 1976 | Zell am See     | Österreich | Abfahrt      |
| 21. Dezember 1976 | Zell am See     | Österreich | Abfahrt      |
| 25. Jänner 1977   | Crans-Montana   | Schweiz    | Abfahrt      |
| 12. März 1977     | Heavenly Valley | USA        | Abfahrt      |

### Europacup
- Saison 1973/74: 5. Gesamtwertung, 2. Abfahrt
- Ein Sieg (Abfahrt in Steinach 1973/74), weitere vier Podestplätze

### Österreichische Meisterschaften
- Österreichische Meisterin in der Abfahrt und in der Kombination 1978

## Auszeichnungen
- Österreichs Sportlerin des Jahres 1976[1]
- Silbernes Ehrenzeichen für Verdienste um die Republik Österreich 1996[2]